# Muille-Villette
Muille-Villette là một xã ở tỉnh Somme, vùng Hauts-de-France, Pháp.

## Địa lý
Thị trấn này tọa lạc trên đường D932, khoảng 15 dặm Anh về phía tây nam của Saint Quentin, viễn đông nam của tỉnh.

## Dân số
| 1962                                                           | 1968 | 1975 | 1982 | 1990 | 1999 |
| -------------------------------------------------------------- | ---- | ---- | ---- | ---- | ---- |
| 804                                                            | 816  | 822  | 800  | 745  | 785  |
| Số liệu điều tra dân số từ năm 1962, dân số không tính hai lần |      |      |      |      |      |